# Schmechtingwiesen

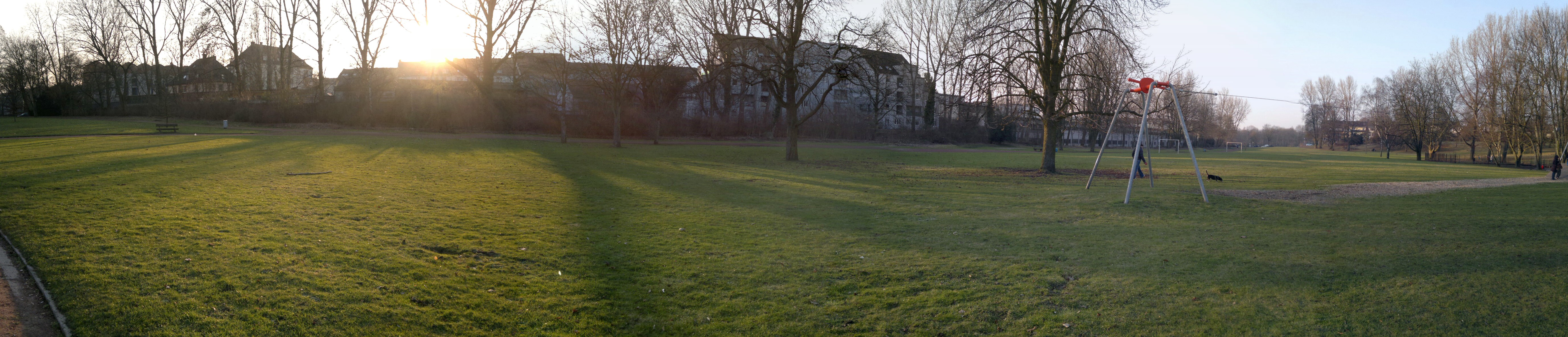

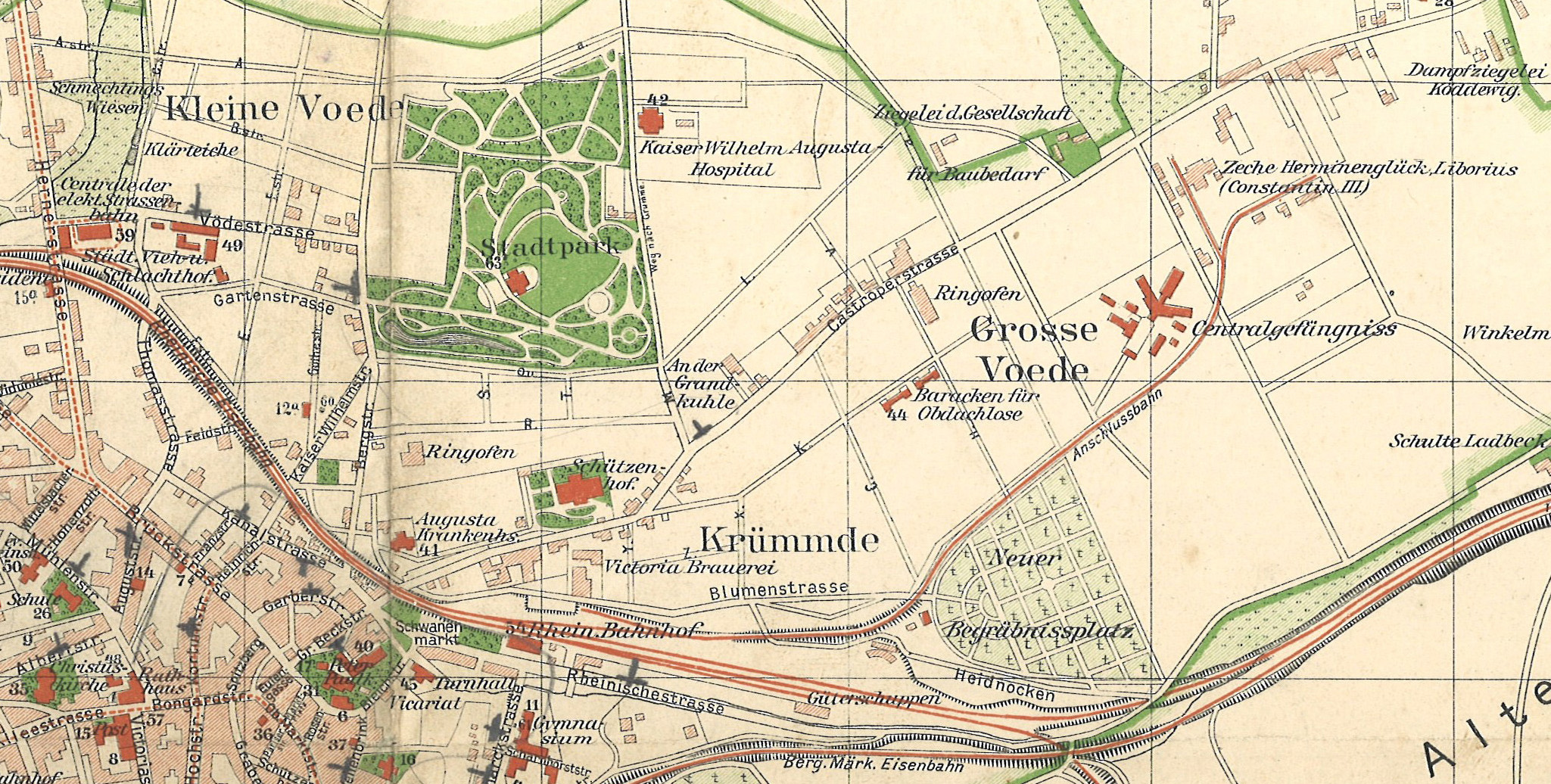
Die Schmechtingswiese auf dem Stadtplan von 1897

Die Schmechtingwiesen sind eine Grünfläche im Bereich von Bochum-Mitte und dem Stadtteil Grumme der kreisfreien Stadt Bochum. 

## Lage
Sie beginnen am Bergbau-Museum Bochum und verlaufen westlich der Wielandstraße nach Norden bis zur Bundesautobahn 40 im Bereich zwischen der Autobahnpolizeiwache Bochum und der Sporthalle der Heinrich-Böll-Gesamtschule. Er markiert den Übergang zwischen dem Ortsteil Speckschweiz in Bochum-Hamme und dem angrenzenden Stadtparkviertel. Im Bereich zwischen den Straßen Am Bergbaumuseum und Freiligrathstraße befindet sich eine Schrebergartenanlage. Die Anlage mit 54 Parzellen besitzt eine Gesamtfläche von 22.123 m².

## Geschichte
Die Bäche aus dem Bereich des alten Bochum flossen durch das Schmechtingtal in Richtung Norden, und mündeten in den Hofsteder Bach. Nach der Cholera von 1886 im Bochumer Gerberviertel wurde ab 1874 entlang der Kanalstraße der Beginn des heutigen städtischen Kanalnetz begonnen. Der Bereich zwischen der Voedestraße (heute Am Bergbaumuseum) und der Freiligrathstraße bildete den ersten sumpfigen Abschnitt in dem Tal. Hier entstanden zwei städtische Klärteiche. Wahrscheinlich wurden hier auch die bluthaltigen Abwässer des Schlachthofes (heute Fläche Bergbau-Museum) entsorgt.
Der Herkunft des Namens Speckschweiz im angrenzenden Wohnviertel ist nicht gesichert. Eine Variante ist, dass die grüne, leicht hügelige Landschaft der Schmechtingswiesen mit dem ehemaligen Bachlauf als romantischen Name im Volksmund „Schweiz“ genannt wurde (siehe auch das Bochumer Zillertal und die Elfringhauser Schweiz). Der Zusatz „Speck“ kam vielleicht von dem oben erwähnten Schlachthof.
Während der Lebensmittelknappheit des Ersten Weltkriegs (siehe Steckrübenwinter) wurden hier Gemüse, Kartoffeln und Steckrüben angepflanzt. Die kleingärtnerische Nutzung wurde von Anwohnern insbesondere aus der Berufsgruppe der Straßen- und Eisenbahner und ihrer Familien fortgesetzt. Am 4. Januar 1937 bekam der Kleingartenverein die Pachturkunde.
Durch das Tal liefen lange Zeit der kleine und der große Schmechtingsbach parallel nach Norden. Ab 1958 begann man mit der Kanalisierung des ganzen Tals in Form einer Mischwasserkanalisation. Nur noch am offen liegende Kanal, der durch das Regenrückhaltebecken vor der Autobahn 40 läuft, kann man den Schmechtingsbach sehen.
1973 wurde die Wetterwarte der Westfälischen Berggewerkschaftskasse in den Bereich der Schrebergärten verlegt; die Stadtklimastation ist heute nach dem Geophysiker Ludger Mintrop (1880–1956) benannt und wird vom Geographischen Institut der Ruhr-Universität Bochum betreut.
Der Bereich zwischen Freiligrathstraße und Agnesstraße ist als Park mit einem Kinderspielplatz gestaltet. Der Bereich nördlich der Agnesstraße dient als Vorfluter.